# Heterotaxis crassifolia
A Heterotaxis crassifolia é  uma espécie de orquídea (Orchidaceae) que, no hemisfério sul, produz pequenas flores amarelas entre os meses de setembro e janeiro. É planta de porte médio (para uma orquídea) com brilhantes folhas verde escuras que formam vegetação muito vistosa mas acaba por decepcionar devido às suas pequenas flores quase impercepitíveis em curtas inflorescências que mal despontam das axilas das baínhas foliares, e que se autopolinizam com extrema facilidade.
Originalmente descrita por Lindley sobre espécime coletado na Jamaica, em 1826, com o nome de Heterotaxis crassifolia, em 1854 foi transferida por Reichenbach para o gênero Maxillaria, recebendo então o nome Maxillaria crassifolia, pelo qual ainda é amplamente conhecida dos colecionadores de orquídeas.
- Publicação da espécie: Heterotaxis crassifolia Lindl., Bot. Reg. 12: t. 1028 (1826).

## Etimologia
O epíteto vem do latim crasus, sólido, espesso, denso, e folia, folha, uma referência à luxuriante vegetação desta espécie.

### Sinônimos

#### Homotípicos
- Dicrypta crassifolia (Lindl.) Loudon, Suppl. Hort. Brit. 3: 536 (1850).

Maxillaria crassifolia (Lindl.) Rchb.f., Bonplandia (Hannover) 2: 16 (1854).

#### Heterotípicos
- Epidendrum sessile Sw., Prodr.: 122 (1788).

Dicrypta baueri Lindl., Gen. Sp. Orchid. Pl.: 44 (1830).
Maxillaria sessilis (Sw.) Fawc. & Rendle, Fl. Jamaica 1: 120 (1910), nom. illeg..
- Maxillaria gatunensis Schltr., Repert. Spec. Nov. Regni Veg. Beih. 17: 68 (1922).

## Distribuição
- Brasil: RO, AM, PA, AP, RR, GO, TO, MS, MG
- América do Norte: USA e México.
- América Central: Belize, Costa Rica, El Salvador, Guatemala, Honduras, Nicaragua e Panamá.
- Caribe: Trinidad, Cuba, Rep. Dominicana, Haiti, Jamaica.
- América do Sul: Guianas, Suriname, Venezuela, Colombia, Equador, Peru.

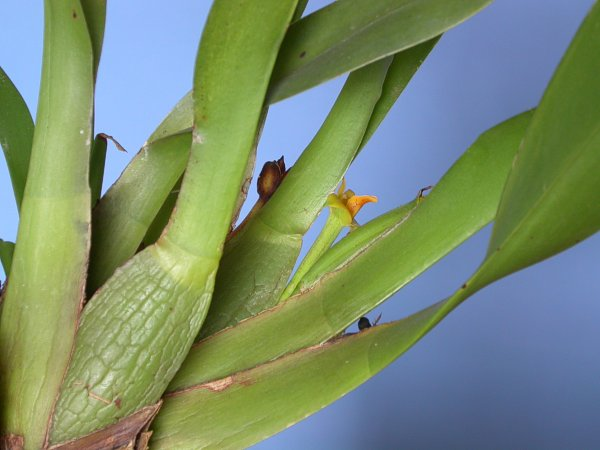
Heterotaxis crassifolia, São Paulo - detalhe dos pseudobulbos

No Brasil, sua ocorrência está registrada como Heterotaxis brasiliensis para todos os estados da Região Sul e Sudeste, e Bahia; e como H. crassifolia e H. villosa para os estados das Regiões Norte e Centro-Oeste.

## Habitat e hábito
É a espécie deste gênero mais facilmente encontrável nas matas úmidas do litoral do sudeste e sul do Brasil e Serra-do-mar. 
É planta de porte médio, e crescimento cespitoso, epífita, por vezes rupícola, encontrada sempre em locais moderadamente sombreados, que habita a Floresta Amazônica às margens dos rios e também as matas litorâneas do norte da América do Sul, do Pará ao Peru, e América Central, chegando até a Flórida, abaixo de 600 metros de altitude. 

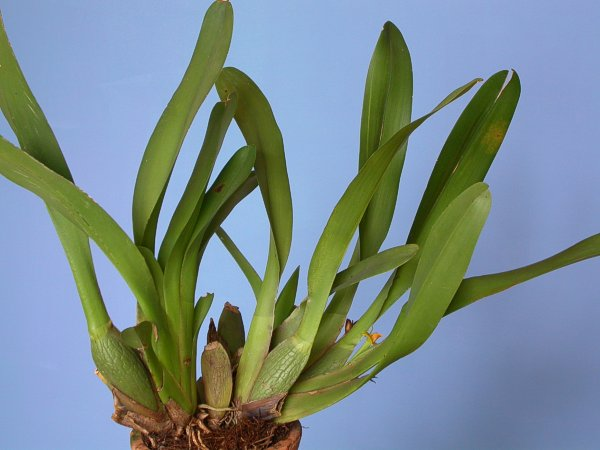
Heterotaxis crassifolia, São Paulo - planta

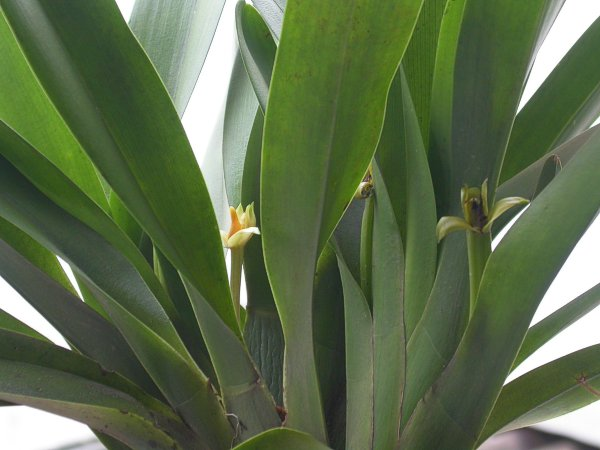
Heterotaxis crassifolia, São Paulo - inflorescência

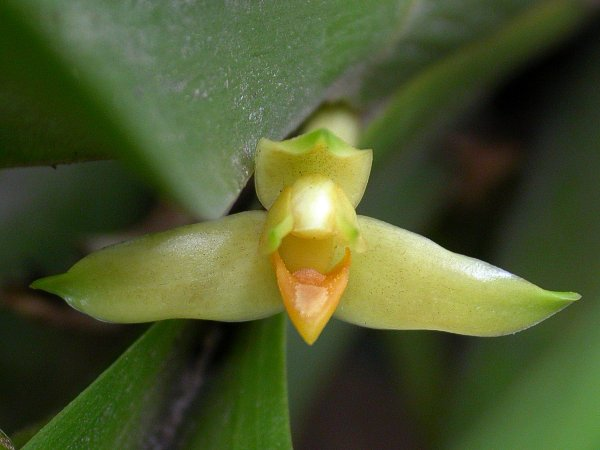
Heterotaxis crassifolia, São Paulo - vista frontal da flor

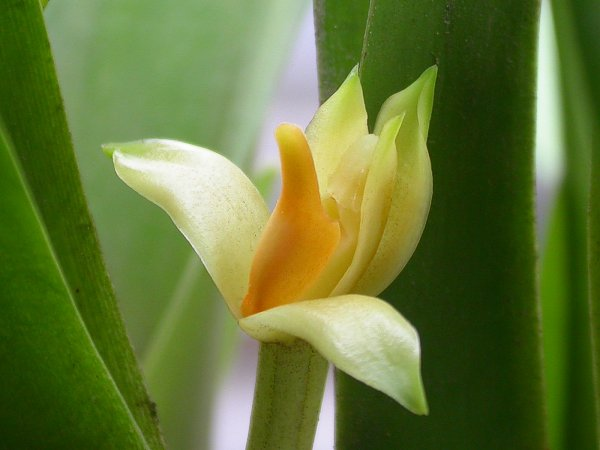
Heterotaxis crassifolia, São Paulo - vista lateral da flor

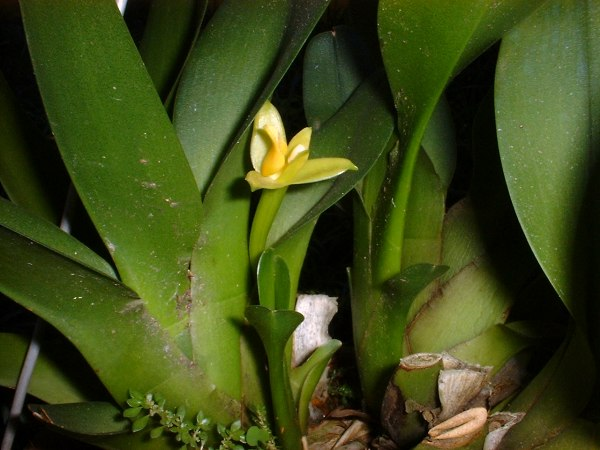
Heterotaxis crassifolia, Minas Gerais - folhas mais curtas e flores mais amarelas

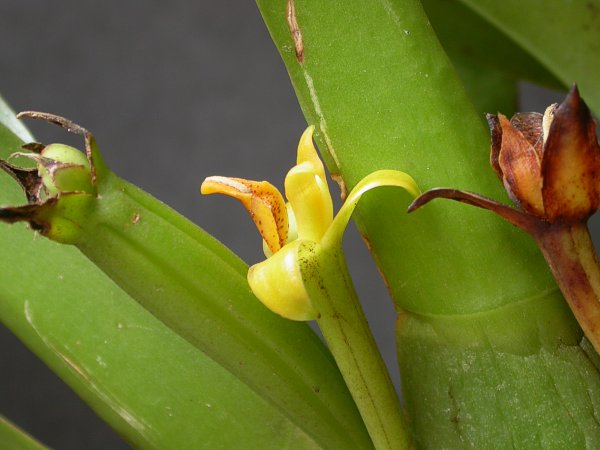
Heterotaxis crassifolia, Minas Gerais - cápsula autofecundada

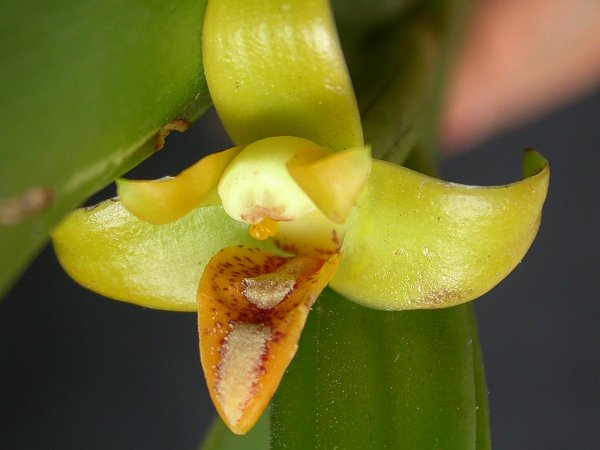
Heterotaxis crassifolia, Minas Gerais - detalhe do labelo e polínias

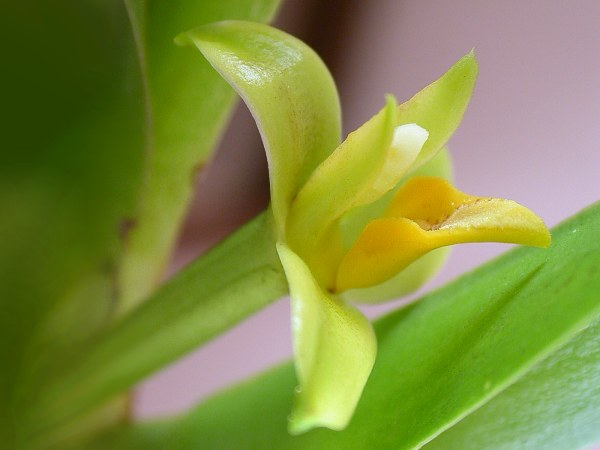
Heterotaxis crassifolia, flores esverdeadas

Em regra é epífita, por vezes rupícola, e apresenta crescimento simpodial cespitoso.

## Descrição
Seu rizoma é curto e espesso, com grande quantidade de raízes entrelaçadas. Os pseudobulbos medem até 15 por 4 cm, crescem aglomerados, guarnecidos por grandes bainhas foliares, lateralmente muito comprimidos, oblongos, obtusos nas extremidades, variando enormemente em tamanho e proporção. Apresentam uma única folha na extremidade, entretanto as diversas baínhas foliares criam impressão de serem muitas mais.
As folhas são grandes, até 45 cm de comprimento por 5 de largura, coriáceas a carnosas, rijas, oblongo-liguladas, eretas, ocasionalmente torcidas no ápice, na base acanoadas e algo atenuadas, verde escuras, mais pálidas no verso, com nervura mediana visível pelo dorso. As folhas duram vários anos e apresentam bainhas foliares verde escuras, persistentes.
As inflorescências, de 3 cm de comprimento, são pouco numerosas, normalmente menos de cinco, eretas, solitárias, mais curtas que os pseudobulbos, emergindo das axilas das bainhas dos pseudobulbos e quase totalmente encobertas pelas bainhas, normalmente descobrindo-se a partir do ovário das flores.
As flores são pequenas, em regra verde amareladas, raro levemente pintalgadas externamente de marrom claro, o labelo pode ser concolor ou mais escuro, de amarelo aureo a alaranjado ou vermelho, com ou sem pintas de vermelho forte. A coluna é amarela clara.
Todas as sépalas são iguais com até 1,8 cm de comprimento por 0,8 cm de largura, carnosas. As pétalas são oblongas, obtusas no ápice, mais curtas que as sépalas (1,3 x 0,4 cm).
O labelo com 1,5 x 0,5 cm, é levemente trilobado no meio, oblongo-ligulado ou abruptamente aguçado na extremidade, côncavo, muito carnoso. Glabro, possui um calo até a metade, recoberto por curtos pelos amarelados, que também recobrem uma segunda área elíptica perto do ápice do labelo e servem para atrair insetos polinizadores que imaginam ali encontrar alimento. Mede 5 mm de largura entre os lobos.
A coluna mede 0,9 cm de comprimento, é ligeiramente clavada, ereta, algo curvada, apresenta grande antera terminal de base papilosa.

## Comentários
Esta espécie é de fácil identificação quando encontrada no norte da América Central ou Sul dos Estados Unidos, porém, conforme caminhamos para o sul, muitas outras espécies descritas com ela se confundem. É de difícil classificação para os brasileiros por pertencer a um grupo de espécies muito parecidas. 
A Heterotaxis crassifolia é um exemplo claro do que modernamente convencionou-se chamar superespécie, um complexo de espécies morfologicamente próximas e variáveis que por diversas razões, sejam isolamento populacional, evolução convergente ou divergente e hibridização natural, produziram uma gama de variações morfológicas que originaram muitas descrições diferentes de espécies que variam continuamente sem que seja possível estabelecer um limite entre elas. 
As outras espécies que pertencem a este complexo são a Heterotaxis brasiliensis, Heterotaxis villosa e Heterotaxis discolor. 

## Histórico
No Brasil a história desta espécie é longa e complicada: Hoehne e Barbosa Rodrigues identificavam uma espécie muito comum na Serra do Mar como Maxillaria crassifolia. Barbosa Rodrigues havia descrito uma outra espécie, Maxillaria villosa, citada para os estados da Região Norte. Mais recentemente Porsch, confuso pela similaridade das descrições, cita esta última espécie para o litoral de São Paulo.
Em 1977 Brieger concluiu que a espécie da Serra do Mar, que tem folhas mais longas e largas, além de pseudobulbos levemente maiores, afinal não era a mesma Maxillaria crassifolia que ocorre na América Central e chamou-a de Maxillaria brasiliensis.
Complicando ainda mais, existe também descrição de uma Maxillaria discolor, originalmente descrita por G.Lodd. como Dicrypta discolor, cujas diferenças em relação à Heterotaxis crassifolia basicamente são a coloração levemente arroxeada no verso das folhas, que são mais longas que as da Heterotaxis crassifolia do sul e iguais às do norte. A Heterotaxis discolor apresenta e labelo vermelho forte com uma faixa vilosa contínua, enquanto a outras o apresentam entre amarelo ou alaranjado, pintalgado de vermelho, com dois trechos vilosos, um na extremidade do labelo, e outro do meio para a base.
Schlechter descreveu a Maxillaria longifolia, que por ser homônima de outra mais antiga foi reclassificada por Hoehne como Maxillaria tarumaensis. O próprio Hoehne então comenta que não estava muito seguro se esta última, bem como a Heterotaxis villosa não seriam sinônimos da Heterotaxis crassifolia. Brade descreve ainda uma variedade atropúrpurea da Heterotaxis villosa, que parece ser exatamente a Heterotaxis discolor.
Existe ainda uma última descrição, trata-se da Maxillaria superflua Rchb.f., espécie muito próxima das outras, porém com inflorescência muito mais longa, com labelo atropurpúreo. A maioria dos orquidólogos considera a Maxillaria tarumaensis como sinônimo desta última. Outros consideram ainda que a Heterotaxis superflua, por sua vez, seria sinônimo da Heterotaxis discolor.
Em 2005 foi descrita a Heterotaxis fritzii que é uma variedade do Equador com folhas triquetras (de seção triangular espessa), mais carnosas e estreitas.
Por fim, em 2007, quando da revisão das espécies pertencentes a este grupo, Mark Whitten manteve a maioria das espécies com a ressalva de que mais estudos são necessários para a apuração de seus limites.